# مسافران روز
مسافران روز (به انگلیسی: The Daytrippers) فیلمی محصول سال ۱۹۹۷ و به کارگردانی گرگ موتلا است. در این فیلم بازیگرانی همچون هوپ دیویس، پت مک نامارا، ان میرا، پارکر پوزی، لیو شرایبر، کمبل اسکات، استنلی توچی، مارسیا گی هاردن و داگلاس مک‌گراث ایفای نقش کرده‌اند.